# Yukari Nakano

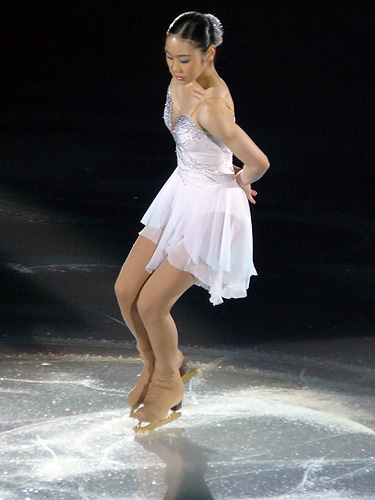
Yukari Nakano

Yukari Nakano (japanisch 中野 友加里, Nakano Yukari; * 25. August 1985 in Kōnan, Japan) ist eine japanische Eiskunstläuferin, die im Einzellauf startet.
Sie begann 1991 im Grand Prix Tokai Eiskunstlauf-Verein mit dem Eiskunstlauf und wurde von Machiko Yamada trainiert. Midori Ito motivierte sie zu noch intensiverem Training.
Nakano gewann zwei Junioren Grand Prix Wettbewerbe und errang die Silbermedaille bei den Eiskunstlauf-Juniorenweltmeisterschaften 2002. Sie schrieb Geschichte beim Skate America 2002, wo sie die dritte Eiskunstläuferin wurde, die einen dreifachen Axel, erstmals seit zehn Jahren, vorführte. Bei den Japanischen Meisterschaften 2002, den Westjapanischen Meisterschaften 2002 und den Kantō-Gakusei-Freeskating-Meisterschaften 2004 zeigte sie eine Dreifach-Axel-Doppel-Toeloop-Kombination.
Von 2004 an besuchte Nakano die Waseda-Universität in Tokio.
Nach zwei enttäuschenden Jahressaisonen (2003 bis 2005) schaffte Nakano ein
starkes Comeback in der Saison 2005 bis 2006. Sie gewann die NHK Trophy und die Bronzemedaille beim Grand-Prix-Finale. 2005 landete sie dreifache Axel in fünf aufeinanderfolgenden Konkurrenzen (Yamanashi Kokutai 2005, Kantō-Gakusei-Freeskating-Meisterschaften, Eiskunstlauf-Meisterschaften Tokio, Skate Canada und den Asien-Meisterschaften). Beim Skate Canada hat sie als erste Frau einen dreifachen Axel unter dem neuen ISU-Wertungssystem in der Erwachsenenkonkurrenz gestanden. Sie wurde Fünfte bei den Japanischen Meisterschaften 2005–2006 und verpasste dadurch einen Startplatz in der olympischen Mannschaft. Bei den Japanischen Meisterschaften 2006–2007 wurde sie Dritte hinter Mao Asada und Miki Andō und erwarb dadurch die Teilnahmeberechtigung für die anschließenden Weltmeisterschaften, bei denen sie Platz 5 belegte. In der Saison 2007/08 landete sie wieder dreifache Axel erfolgreich beim Skate Canada, beim Cup of Russia und im Grand Prix Finale.
Ein charakteristisches Element von Nakano ist die „Donut Pirouette“. Sie ist auch bekannt für ihre Wickeltechnik bei den Sprüngen.

## Erfolge/Ergebnisse
| Wettbewerb/Wintersaison                  | 1998–99 | 1999–00 | 2000–01 | 2001–02 | 2002–03 | 2003–04 | 2004–05 | 2005–06 | 2006–07 | 2007–08 |
| Weltmeisterschaften                      |         |         |         |         |         |         |         | 5.      | 5.      | 4.      |
| Vier-Kontinente-Meisterschaften          |         |         |         |         | 3.      | 6.      | 11.     | 2.      |         |         |
| Eiskunstlauf-Juniorenweltmeisterschaften |         | 7.      | 4.      | 2.      |         |         |         |         |         |         |
| Japanische Meisterschaften               |         | 8.      |         | 5.      | 6.      | 7.      | 6.      | 5.      | 3.      | 3.      |
| Japanische Juniorenmeisterschaften       | 11.     |         | 1.      |         |         |         |         |         |         |         |
| Winter-Asienspiele                       |         |         |         |         | 3.      |         |         |         | 1.      |         |
| Asiatische Meisterschaften               |         |         |         |         |         |         | 1.      | 1.      |         |         |
| Grand-Prix-Finale                        |         |         |         |         |         |         |         | 3.      |         | 5.      |
| NHK Trophy                               |         |         |         |         |         |         |         | 1.      | 3.      |         |
| Cup of China                             |         |         |         |         |         |         | 11.     |         | 2.      |         |
| Skate America                            |         |         |         |         | 7.      | 8.      |         |         |         |         |
| Skate Canada                             |         |         |         |         |         |         | 11.     | 3.      |         | 2.      |
| Cup of Russia                            |         |         |         |         |         | 8.      |         |         |         | 2.      |
| Trophée Lalique                          |         |         |         |         | 6.      |         |         |         |         |         |
| Junioren Grand Prix Finale               |         | 5.      | 3.      | 5.      |         |         |         |         |         |         |
| Junioren Grand Prix, Japan               |         | 2.      |         | 2.      |         |         |         |         |         |         |
| Junioren Grand Prix, Bulgarien           |         |         |         | 3.      |         |         |         |         |         |         |
| Junioren Grand Prix, China               |         |         | 1.      |         |         |         |         |         |         |         |
| Junioren Grand Prix, Mexico              |         |         | 1.      |         |         |         |         |         |         |         |
| Junioren Grand Prix, Canada              |         | 4.      |         |         |         |         |         |         |         |         |